# Свасти Собхон
Свасти Собхон (Свасти Собхана, Саватдисопхон; 22 декабря 1865, Бангкок — 10 декабря 1935, Пинанг) — сиамский (тайский) принц, член королевской семьи Сиама (правящая доныне династия Чакри).

## Биография
Шестой сын короля Монгкута (Рамы IV) от одной из его жён, королевы Пиямавади. Отец Рампхаипханни, которая стала королевой Таиланда в период правления своего мужа, короля Прачадипока (Рамы VII) с 1925 по 1935 год.
В конце XIX — начале XX века много путешествовал по Европе, считался фигурой, влиятельной в Сиаме, в связи с чем был награждён целым рядом высших европейских орденов (см. ниже). Его супругу звали Апхапханни (англ.). Всего супруги имели девять общих детей.

## Награды
- Кавалер ордена Андрея Первозванного 14 ноября 1894 (Российская империя)[1].
- Большой крест ордена Даннеброг, 31 июля 1894 (Дания)[2]
- Большой крест Орден Леопольда I, 1897 (Бельгия)[3]
- Большой крест ордена Святого Стефана, 1897 (Австро-Венгрия)[4]
- Рыцарь ордена Серафимов, 14 июля 1897 (Швеция-Норвегия)[5]
- Рыцарь ордена Слона, 25 июля 1897 (Дания)[6]
- Большой крест Ордена Итальянской короны, 1898 (Королевство Италия)[7]